# 23. п. н. е.

## Догађаји
- Тиберије брани краља Архелаја, становнике Трала и становнике Тесалије у неколико случајева. Август се разболео. Мурена организује заверу против Августа. Завера је разоткривена. Тиберије је извео Фанија Цепија и Мурену пред суђење и дао их је осудити за „мало величанство“.
- 1.7 - Август одбија конзулат. Остао је проконзул својих провинција, али се одрекао Нарбонске Галије и Кипра. Агрипа постаје проконзул источних провинција и насељава се у Митилени.
- Завршетак римског освајања Далмата (Илирија).
- Гувернер Сирије  Випсаније Агрипа (конзул 27).
- Римска војска префекта Гаја Петронија стиже до Напате и уништава је. У Хијерасикамину је био стациониран римски гарнизон, а овде је почела да пролази граница поседа Римског царства.
- Објављене су прве три књиге Хорацијевих ода.

## Умрли
- Марко Клаудије Марцел
- Аул Теренције Варон Мурена